# Nørreog
Nørreog (tysk: Norderoog, nordfrisisk: Noorderuug) er en ubeboet hallig på cirka 9 hektar i den nordfrisiske del af Vadehavet i det vestlige Sydslesvig. Nørreog er den eneste hallig uden værft og er i dag fuglereservat. Adgang til øen er derfor ikke tilladt. Om sommeren er den under opsyn af en fuglevogter, som bor i en hytte bygget på pæle. Nørreog har siden 1909 tilhørt den tyske naturbeskyttelsesorganisation  Verein Jordsand og vedligeholdes også af denne. Forvaltningsmæssig er den en del af Nordfrislands kreds tilhørende kommune Hallig Hoge og bærer som kommunens (mest ubeboede) bosted det officielle bopladsnummer 6.

## Historie
Nørreog blev første gang nævnt 1597 som „Norder Ough“. I året 1630 befandt der sig på halligen en et hus på øen, der var beboet af en strandfoged og som  1634 gennem den Anden store manddrukning blev ødelagt. Senere flyttede en familie dertil igen, men huset blev igen ødelagt under stormfloden i 1825. Fra dette tidspunkt har Nørreog været ubeboet. Efter den 2. Slesvigske krig kom halligen under tysk styre.

## Fauna og flora
Mange sjældne fugle benytter Nørreog som yngle- og rasteplads. Af stor betydning er kolonien af Splitterner (Thalasseus sandvicensis), ca. 2800 par yngler her hvert år. Derudover yngler også fjordterner havterner. Nørreogs betydning for fugleverdenen ikke kun for yngle-, men er også et rastområde for trækfugle. I perioder opholder der sig i alt 50.000 havfugle på Nørreog og på den foranliggende Nørreogsand (ty. Norderoogsand).

## Ynglepar 2015 og 2017
| Betegnelse          | Videnskabeligt navn     | 2015 | 2017 |
| ------------------- | ----------------------- | ---- | ---- |
| Grågås              | Anser anser             | 18   | 48   |
| Gravand             | Tadorna tadorna         | 4    | 2    |
| Knarand             | Anas strepera           |      | 1    |
| Gråand              | Anas platyrhynchos      | 5    | 7    |
| Edderfugl           | Somateria mollissima    | 17   | 20   |
| Toppet skallesluger | Mergus serrator         | 1    |      |
| Toppet lappedykker  | Podiceps cristatus      |      | 1    |
| Strandskade         | Haematous ostralegus    | 50   | 95   |
| Rødben              | Tringa totanus          | 8    | 9    |
| Hættemåge           | Larus ridibundus        | 2398 | 1984 |
| Stormmåge           | Larus canus             | 2    | 2    |
| Sildemåge           | Larus fuscus            | 38   | 27   |
| Sølvmåge            | Larus argentatus        | 72   | 43   |
| Svartbag            | Larus marinus           | 2    | 2    |
| Splitterne          | Thalasseus sandvicensis | 2850 | 2832 |
| Fjordterne          | Sterna hirundo          | 28   | 14   |
| Havterne            | Sterna paradisaea       | 93   | 47   |
| Engpiber            | Anthus pratensis        | 7    |      |

Nørreog har en typisk forlandsvegetation. Store dele af den ikke inddæmmede ø er bevokset med strandasters og tætblomstret hindebæger. I tilsandingsområdet ved halligens rand dominerer salturt og vadegræs som pionerplanter. I de højeste områder mod øst behersker for klitter typiske marehalm billedet.

## Beskyttelse
Nørreog tilhører siden 1985 beskyttelseszone  1 i Nationalpark Schleswig-Holsteinisches Wattenmeer. Officielt har den siden 1939 under naturbeskyttelse, dog har øen allerede siden 1909  været et beskyttet fugleområde, da "Verein Jordsand" købte den af en landmand. Nørreog er den eneste tyske ø som er privatejet. Fra maj 1909 til sin død 1950 levede Jens Wand som fuglevogter på øen. Fuglestationen på den nordøstlige side er opkaldt efter ham.
Den i 1909 på pæle byggede station beskytter mod stormfloder. 1964 blev der bygget en hytte mere, der i januar 1976 blev ødelagt af en stormflod og som i 1977 blev erstattet af en containerkonstruktion. Den gamle hytte blev 1996 erstattet med den nye Neue Jens Wand Hütte. 2004 blev containeren fjernet og på det samme sted blev der i 2005 bygget en blokhushytte til fuglevagten. I den samme hytte befinder der sig også et informationsrum for besøgende.
Foreningen "Vereins Jordsand" har regelmæssigt fra begyndelsen af marts til slutningen af oktober frivillige naturplejere på Nørreog. Siden 1950erne er der blevet gennemført kystsikring I sommeren 1977 blev der på vest-spidsen anlagt en stenkant, for at forhindre de vedvarende tab af land. Den blev 2000 erstattet af en stenhøfde. Ved fælles indsats er det efterhånden lykkedes at stabilisere Nørreogs areal på 10 hektar.